# Elaphe maculata
Elaphe maculata este o specie de șerpi din genul Elaphe, familia Colubridae, descrisă de Zhi-Chun Ma și Zong 1984. Conform Catalogue of Life specia Elaphe maculata nu are subspecii cunoscute.